# Passeport libanais

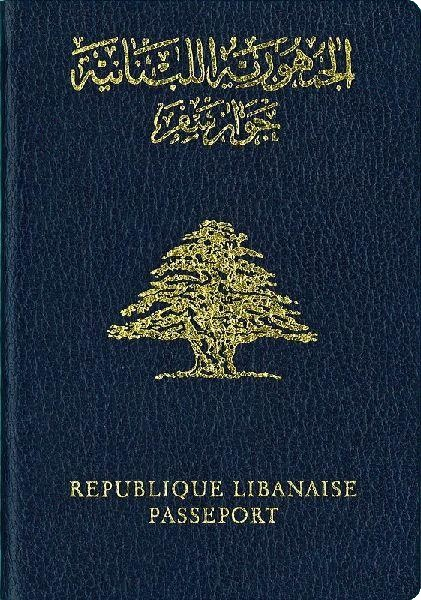
Vieux passeport libanais (2003–2016)

Le passeport libanais (en arabe : جواز سفر لبناني) est un document de voyage international délivré aux ressortissants du Liban, et qui peut aussi servir comme preuve de citoyenneté libanaise. Sur ce passeport est écrit « République libanaise – passeport » en arabe, français et anglais.
Le Liban a mis en circulation depuis le 1er août 2016 un passeport biométrique, conforme aux recommandations de l’Organisation de l'aviation civile internationale.
Selon le Passport Index, la possession du passeport ordinaire permet à son détenteur de visiter 54 pays sans visa, ce qui place le Liban à la 78e place dans le monde (à la même position que le Sri Lanka, le Kosovo et le Myanmar) pour le nombre de pays accessibles sans formalité de visa.

## Liste des pays sans visa ou visa à l'arrivée
Les possesseurs d'un passeport libanais ordinaire peuvent voyager sans visa (), ou obtenir un visa délivré dans le pays d'arrivée, vers plus de 46 pays et territoires.

### Afrique
| Pays et territoires  | Conditions d'accès                                                                        |
| -------------------- | ----------------------------------------------------------------------------------------- |
| Bénin                | Visa électronique (30 jours)                                                              |
| Burundi              | Visa délivré à l'arrivée (1 mois)                                                         |
| Cap-Vert             | Visa délivré à l'arrivée (3 mois)                                                         |
| Comores              | Visa délivré à l'arrivée (15 jours)                                                       |
| Côte d'Ivoire        | Visa électronique (3 mois)                                                                |
| Djibouti             | Visa délivré sur Internet pour la somme de 23 USD (90 jours)                              |
| Éthiopie             | Visa électronique (30 ou 90 jours)                                                        |
| Gabon                | Visa électronique pour la somme de 85 USD (3 mois)                                        |
| Guinée               | Visa électronique pour la somme de 80 USD (30 jours)                                      |
| Guinée-Bissau        | Visa délivré à l'arrivée (90 jours)                                                       |
| Lesotho              | Visa électronique pour la somme de 150 USD (44 jours)                                     |
| Madagascar           | Visa délivré à l'arrivée pour la somme de 140 000 MGA (3 mois)                            |
| Malawi               | Visa délivré sur Internet pour la somme de 75 USD (90 jours)                              |
| Maurice              | Visa délivré à l'arrivée (60 jours)                                                       |
| Mauritanie           | Visa délivré à l'arrivée (entre 3 et 360 jours)                                           |
| Mozambique           | Visa délivré à l'arrivée (1 mois)                                                         |
| Nigeria              | Visa délivré à l'arrivée pour la somme de 32 USD à condition d'avoir un e-visa (30 jours) |
| Ouganda              | Visa délivré à l'arrivée pour la somme de 50 USD (6 mois)                                 |
| Rwanda               | Visa délivré à l'arrivée (1 mois)                                                         |
| Sao Tomé-et-Principe | Visa électronique (30 jours)                                                              |
| Seychelles           | Visa délivré à l'arrivée (3 mois)                                                         |
| Sierra Leone         | Visa délivré à l'arrivée (30 jours)                                                       |
| Somalie              | Visa délivré à l'arrivée pour la somme de 60 USD (1 mois)                                 |
| Somaliland           | Visa délivré à l'arrivée pour la somme de 30 USD (1 mois)                                 |
| Soudan du Sud        | Visa électronique (90 jours)                                                              |
| Togo                 | Visa délivré à l'arrivée (7 jours)                                                        |
| Zambie               | Visa électronique (90 jours)                                                              |

### Amériques
| Pays et territoires | Conditions d'accès                                                               |
| ------------------- | -------------------------------------------------------------------------------- |
| Bolivie             | Visa délivré à l'arrivée (3 mois)                                                |
| Cuba                | Sans visa (30 jours) ; l'achat d'une carte touristique avant le voyage est exigé |
| Dominique           | sans visa (3 semaines)                                                           |
| Équateur            | sans visa (90 jours)                                                             |
| Haïti               | sans visa (3 mois)                                                               |
| Suriname            | Visa électronique pour la somme de 40 USD (90 jours)                             |

### Asie
| Pays et territoires | Conditions d'accès                                            |
| ------------------- | ------------------------------------------------------------- |
| Arménie             | Visa délivré sur Internet pour la somme de 30 USD (120 jours) |
| Cambodge            | Visa délivré à l'arrivée (30 jours)                           |
| Chypre du Nord      | Visa délivré à l'arrivée (90 jours)                           |
| Géorgie             | Sans visa (1 an)                                              |
| Indonésie           | Sans visa (1 mois)                                            |
| Irak                | Visa délivré à l'arrivée (90 jours)                           |
| Iran                | Sans visa (30 jours)                                          |
| Jordanie            | Sans visa (3 mois)                                            |
| Macao               | Sans visa (90 jours)                                          |
| Malaisie            | Sans visa (90 jours)                                          |
| Maldives            | Visa délivré à l'arrivée (30 jours)                           |
| Népal               | Visa délivré à l'arrivée (90 jours)                           |
| Oman                | Visa délivré à l'arrivée (1 mois)                             |
| Ouzbékistan         | Visa électronique pour la somme de 35 USD (30 jours)          |
| Qatar               | Sans visa (30 jours)                                          |
| Sri Lanka           | Visa électronique pour la somme de 35 USD (30 jours)          |
| Syrie               | 3 mois                                                        |
| Tadjikistan         | Visa délivré à l'arrivée (45 jours)                           |
| Timor oriental      | Visa délivré à l'arrivée (30 jours)                           |
| Turquie             | Sans visa (3 mois)                                            |

### Europe
None available

### Océanie
| Pays et territoires         | Conditions d'accès                                        |
| --------------------------- | --------------------------------------------------------- |
| Îles Cook                   | Sans visa (31 jours)                                      |
| Îles Pitcairn               | Sans visa (14 jours)                                      |
| États fédérés de Micronésie | Sans visa (30 jours)                                      |
| Niue                        | Sans visa (30 jours)                                      |
| Palaos                      | Visa délivré à l'arrivée pour la somme de 50 USD (1 mois) |
| Samoa                       | Visa délivré à l'arrivée (60 jours)                       |
| Tuvalu                      | Visa délivré à l'arrivée (1 mois)                         |

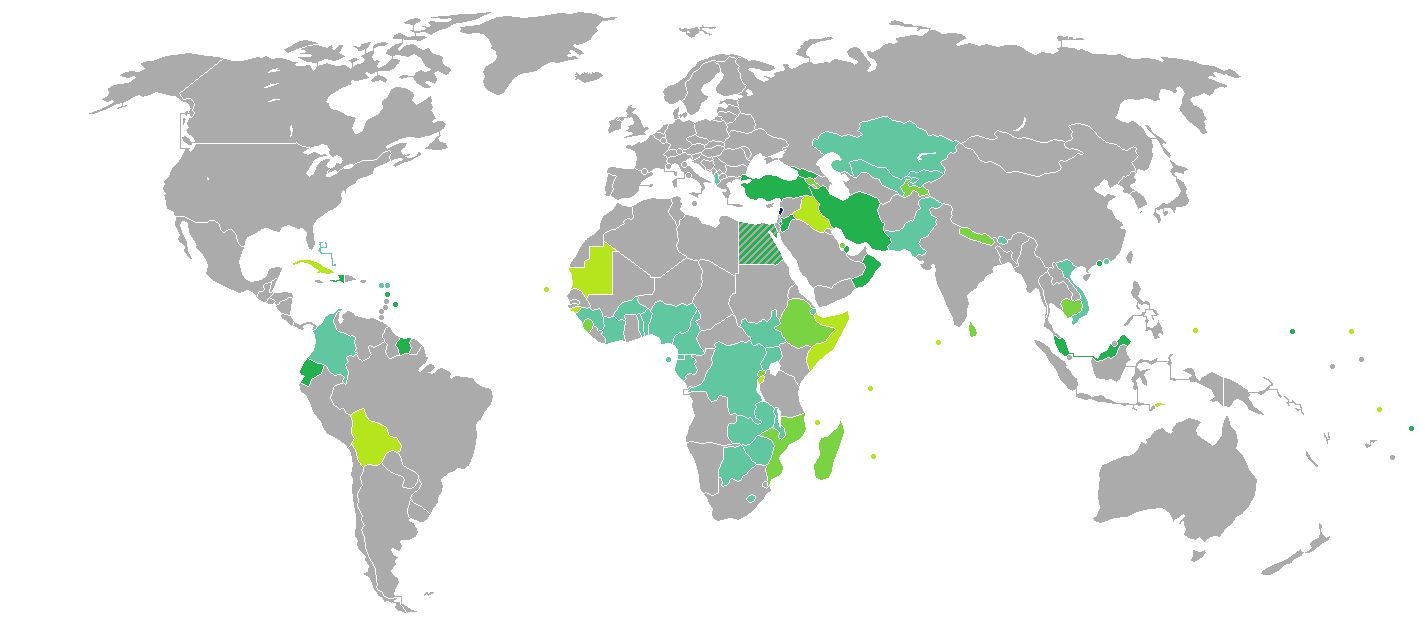
Liban
Visa non nécessaire
Visa à l'arrivée
Système de visa électronique
Visa électronique ou à l'arrivée
Visa requis avant l'arrivée
Interdiction de voyager